# Celleporaria volsella
Celleporaria volsella är en mossdjursart som beskrevs av Tilbrook 2006. Celleporaria volsella ingår i släktet Celleporaria och familjen Lepraliellidae. Inga underarter finns listade i Catalogue of Life.